# 菲爾·卡法瑞塔
菲利普·喬瑟夫·卡法瑞塔（英語：Philip Joseph Cavarretta，1916年7月19日—2010年12月18日），綽號「Philibuck」，為美國職棒大聯盟的一壘手和右外野手。生涯曾效力過小熊與白襪兩隊。
卡法瑞塔幾乎都效力於小熊隊，1945年，他率隊拿下國聯冠軍，並成功奪得MVP大獎。該年他以3成55的打擊率拿下國聯打擊王，之後他在小熊最後三年兼任總教練。

## 生平

### 職業生涯
1934年，他在小聯盟生涯首場比賽就繳出完全打擊。9月16日，還未滿18歲的卡法瑞塔就成功登上大聯盟。當時他接替Billy Jurges擔任代打，不過並未擊出安打。9月25日，卡法瑞塔首次先發，並成功擊出致勝轟。1935年，他繳出2成75的打擊率，並敲出8轟與82分打點。小熊隊在9月份拉出一波21連勝，順勢進入世界大賽。然而第一次打世界大賽的卡法瑞塔踢到鐵板，在世界大賽的打擊率僅1成25，最終小熊3勝4敗不敵老虎。接下來幾年，卡法瑞塔的打擊率都在2成70到2成90之間徘徊。1938年世界大賽，卡法瑞塔的打擊率高達4成62，但小熊卻遭到洋基橫掃出局。
卡法瑞塔因為有鼓膜穿孔的問題，所以不需服兵役參與二戰。1944年，他繳出3成21的打擊率，並敲出聯盟最多的197支安打，成功入選首次明星賽。1945年，小熊隊以3場勝差贏過紅雀隊，拿下世界大賽的門票。卡法瑞塔在世界大賽繳出4成23的打擊率，但小熊與老虎鏖戰七場後仍落敗。儘管如此，他仍在這年拿下國聯MVP。
1946年和1947年，卡法瑞塔都順利入選明星賽，其中他在1947年繳出3成14的打擊率。1951年6月，他接替法蘭基·弗里許成為球隊總教練。1953年，他以出賽1938場比賽打破了Stan Hack保持的隊史出賽紀錄。由於卡法瑞塔帶隊成績都不甚理想，因此他在1954年春訓遭到解雇。之後他加入同城的白襪隊，打了兩年後退休。

### 逝世
2010年12月18日，卡法瑞塔因中風去世，享壽94歲。他在辭世前還跟白血病奮鬥多年。
卡瑞法塔在1935年5月12日曾和貝比·魯斯於同場比賽競技，他也成為曾和魯斯同場比賽出賽的選手當中，最後一位去世的人。

## 生涯成績
| 出賽次數 | 打席  | 打數  | 得分 | 安打  | 二安 | 三安 | 全壘打 | 打點 | 盜壘 | 保送 | 三振 | 打擊率 | 上壘率 | 長打率 | OPS  |
| -------- | ----- | ----- | ---- | ----- | ---- | ---- | ------ | ---- | ---- | ---- | ---- | ------ | ------ | ------ | ---- |
| 2,030    | 7,703 | 6,754 | 990  | 1,977 | 347  | 99   | 95     | 920  | 65   | 820  | 598  | .293   | .372   | .416   | .788 |

## 參看
- 美國職棒大聯盟打擊王

## 外部連結
- 球員資訊和成績在MLB，ESPN，Baseball-Reference，Fangraphs（英文）